# Đức Bảo (người dẫn chương trình)
Bùi Đức Bảo (sinh ngày 14 tháng 8 năm 1987) là một nam người dẫn chương trình, biên tập viên kiêm diễn viên nổi tiếng người Việt Nam. Năm 2022, Đức Bảo đoạt giải "Biên tập viên - Dẫn chương trình Ấn tượng" tại Ấn tượng VTV.

## Tiểu sử
Bùi Đức Bảo sinh ngày 14 tháng 8 năm 1987 tại Hà Nội. Thời cấp 3, anh là một trong những học sinh tiêu biểu ở Trường Trung học phổ thông chuyên Hà Nội – Amsterdam, ngôi trường chuyên nổi tiếng của Thủ đô. Sau khi tốt nghiệp cấp 3, anh theo học và đã tốt nghiệp Đại học Bách Khoa Hà Nội ngành Điện tử - Viễn thông.
Sau khi tốt nghiệp Đại học, Đức Bảo từng có thời gian làm việc cho một công ty máy tính ở Hà Nội. Tuy nhiên, anh không tìm thấy được niềm vui và sự hài lòng trong công việc này. Sau khi nhìn nhận rõ hơn về mong muốn của bản thân, anh quyết tâm phấn đấu để trở thành một MC chuyên nghiệp.
Cột mốc đầu tiên và đáng nhớ trong sự nghiệp của MC Đức Bảo là khi anh đạt giải Nhất của chương trình Én Vàng năm 2013. Từ bước ngoặt này, nam MC đầu quân vào VTV6, chính thức trở thành Biên tập viên của VTV. Hiện nay, nam MC đang công tác ở Ban Văn hóa - Giải trí (VTV3).
Bùi Đức Bảo là một trong những MC hiếm hoi có khả năng sử dụng Anh ngữ thành thạo. Vì vậy, anh thường là "gương mặt vàng" trong các sự kiện lớn liên quan đến quốc tế. Đức Bảo từng làm MC nói tiếng Anh cho một số sự kiện như MAMA 2017, Liên hoan phim quốc tế, SEA Games 31 hay gần đây nhất là đêm chung kết Hoa hậu Hoàn vũ Việt Nam 2022.

## Sự nghiệp
Năm 2013, với tài năng và khả năng ngoại ngữ, Đức Bảo đã xuất sắc đạt giải nhất Én Vàng năm 2013. Đây chính là bước ngoặt đưa Đức Bảo đến với con đường MC, BTV chuyên nghiệp khi đầu quân cho VTV.
Năm 2014, Đức Bảo đã được VTV điều chuyển công tác từ Ban Thanh Thiếu niên (VTV6) về Ban Văn hóa - Giải trí (VTV3).
Năm 2023, anh đạt giải Ấn tượng VTV với hạng mục Người dẫn chương trình ấn tượng.

## Một số chương trình truyền hình tham gia

### Chỉ là chuyện nhỏ
Anh dẫn dắt chuyên mục này trong suốt thời gian xuất bản vào năm 2013.

### Thư viện cuộc sống
Anh cùng MC khác dẫn dắt chương trình trong suốt thời gian phát sóng.

### Những bông hoa nhỏ
Anh dẫn dắt chương trình ở tiểu mục Vừng ơi mở cửa ra trong giai đoạn vào năm 2012–2013.

### S - Việt Nam
Anh dẫn dắt tạp chí này vào khung giờ cuối tuần trong khoảng thời gian lên sóng.

### VTV kết nối
Anh cùng với các MC khác dẫn chương trình trong suốt thời gian phát sóng.

### Đón Tết cùng VTV
Anh dẫn dắt chương trình cùng với MC Diệp Chi trong dịp Tết Bính Thân 2016, dẫn cùng với Thúy Hằng trong dịp Tết Canh Tý 2020, dẫn cùng với Liêu Hà Trinh trong dịp Tết Tân Sửu 2021 và Tết Quý Mão 2023, và dẫn cùng với Hoàng Oanh trong dịp Tết Giáp Thìn 2024.

### Bữa trưa vui vẻ
Anh dẫn dắt chương trình trong khoảng thời gian vào năm 2014.

### Quý hơn vàng
Anh dẫn dắt chương trình ở một số tập phát sóng.

### Cafe sáng với VTV3
Anh cùng với các MC khác dẫn dắt chương trình trong suốt thời gian phát sóng.

### Chúng tôi là chiến sĩ
Anh đồng hành cùng MC Hoàng Linh từ giữa năm 2015 cho đến khi chương trình kết thúc vào ngày 23/4/2022.

### Chiếc nón kỳ diệu
Anh đảm nhận dẫn dắt chương trình này thay thế vị trí của MC Danh Tùng từ số phát sóng đầu năm 2016 cho đến khi chương trình kết thúc vào ngày 24/12/2016. Anh cũng là người cuối cùng dẫn dắt chương trình này.

### Bản thiết kế cuộc sống
Trong suốt thời gian phát sóng, anh luôn là người dẫn dắt chương trình.

### Trường Teen
Anh dẫn dắt chương trình này ở mùa thứ 5 và mùa thứ 6.

### 6 ô cửa bí ẩn
Anh dẫn dắt chương trình trong suốt thời gian phát sóng.

### Cuộc sống tươi đẹp
Anh cùng một số MC khác dẫn chương trình trong suốt thời gian phát sóng.

### Hát ca bềnh bồng
Anh dẫn dắt chương trình trong 3 tập phát sóng.

### Thần tượng âm nhạc Việt Nam
Anh dẫn dắt chương trình ở mùa thứ 8.

### Đường lên đỉnh Olympia
Anh dẫn dắt chương trình tại điểm cầu trong trận chung kết vào năm thứ 15, năm thứ 16, năm thứ 19 và năm thứ 22.

### Điều nhỏ bé kỳ diệu
Anh cùng với MC khác dẫn dắt chương trình trong suốt thời gian lên sóng.

### Phiên chợ mùa xuân; vươn cánh chim lạc
Anh dẫn cùng Bùi Phương Nga trong dịp Tết Giáp Thìn 2024.

### Đẹp +84
Anh là trưởng tàu trong chuyến tàu đến với tỉnh Phú Thọ trong các ngày 8, 9, 10, 11 và 14/4/2025 và tỉnh Lâm Đồng từ ngày 26 đến ngày 30/5/2025.

## Một số sự kiện
- In the spotlight - Tâm điểm âm nhạc
- Let's get loud
- Cánh én tuổi thơ
- Liên hoan phim quốc tế Hà Nội
- Chung kết Hoa hậu Việt Nam 2016, 2024
- Bán kết Hoa hậu Việt Nam 2020
- Giải thưởng MAMA 2017
- Cuộc thi sắc đẹp Hoa hậu Hoàn Vũ Việt Nam 2017, 2019, 2022, 2023, 2025
- Hoa hậu Đại dương Việt Nam 2017
- Lễ hội pháo hoa quốc tế Đà Nẵng 2019, 2023, 2024
- Lễ trao giải VinFuture 2021, 2022, 2023, 2024
- Lễ khai mạc, bế mạc SEA Games 31
- Miss Fitness Việt Nam - Hoa hậu Thể thao Việt Nam 2022
- Khai mạc Festival hoa Đà Lạt 2022
- VTV Awards 2018, 2022
- Countdown 2023 - Hành trình của hạnh phúc
- Tết nghĩa là hy vọng
- Khai mạc Năm Du lịch Quốc gia 2018 - Hạ Long - Quảng Ninh và Carnaval Hạ Long 2018
- Chương trình nghệ thuật Nhớ lời di chúc theo chân Bác (2019)
- Chương trình nghệ thuật Đảng cho ta mùa xuân (2021)
- Lễ hội Hoa phượng đỏ 2023, 2024
- Chung kết Hoa hậu Chuyển giới Việt Nam 2023
- Chung kết The New Mentor - Người Mẫu Toàn Năng 2023
- Khai mạc Festival quốc tế ngành hàng lúa gạo Việt Nam - Hậu Giang 2023
- Cầu truyền hình Dưới lá cờ quyết thắng - Điểm cầu Thanh Hóa (2024)
- Miss Cosmo 2024
- Concert Anh trai "say hi" Hà Nội
- Chương trình nghệ thuật Vinh quang Công an nhân dân Việt Nam
- Lễ kỷ niệm 40 năm thành lập Trường Trung học phổ thông chuyên Hà Nội – Amsterdam
- Chương trình nghệ thuật Đất nước trọn niềm vui
- Cầu truyền hình Vang mãi khúc khải hoàn - Điểm cầu Thành phố Hồ Chí Minh (2025)

## Người chơi - Khách mời
- Ngôi sao ước mơ
- Lựa chọn của tôi
- Vì bạn xứng đáng
- IELTS Face Off
- Landshow - Lăng kính nhà đất
- Lá xanh

## Đời tư
Năm 2018, anh kết hôn với BTV Bùi Phương Thảo - MC của Truyền hình Quốc hội Việt Nam. Cuối năm 2023, anh xác nhận vợ anh mang thai con đầu lòng và đến tối ngày 3 tháng 6 năm 2024, vợ anh đã hạ sinh con của mình.

## Giải thưởng
| Năm  | Giải thưởng                                                | Kết quả   | Tham khảo |
| ---- | ---------------------------------------------------------- | --------- | --------- |
| 2013 | Én Vàng                                                    | Quán quân |           |
| 2016 | Người dẫn chương trình xuất sắc của VTV3                   | Đoạt giải |           |
| 2017 | Người dẫn chương trình xuất sắc của VTV3                   | Đoạt giải |           |
| 2020 | Người dẫn chương trình xuất sắc của VTV3                   | Đoạt giải |           |
| 2022 | Ấn tượng VTV Biên tập viên Người dẫn chương trình ấn tượng | Đoạt giải | [ 1 ]     |